# 格龍 (挪威)

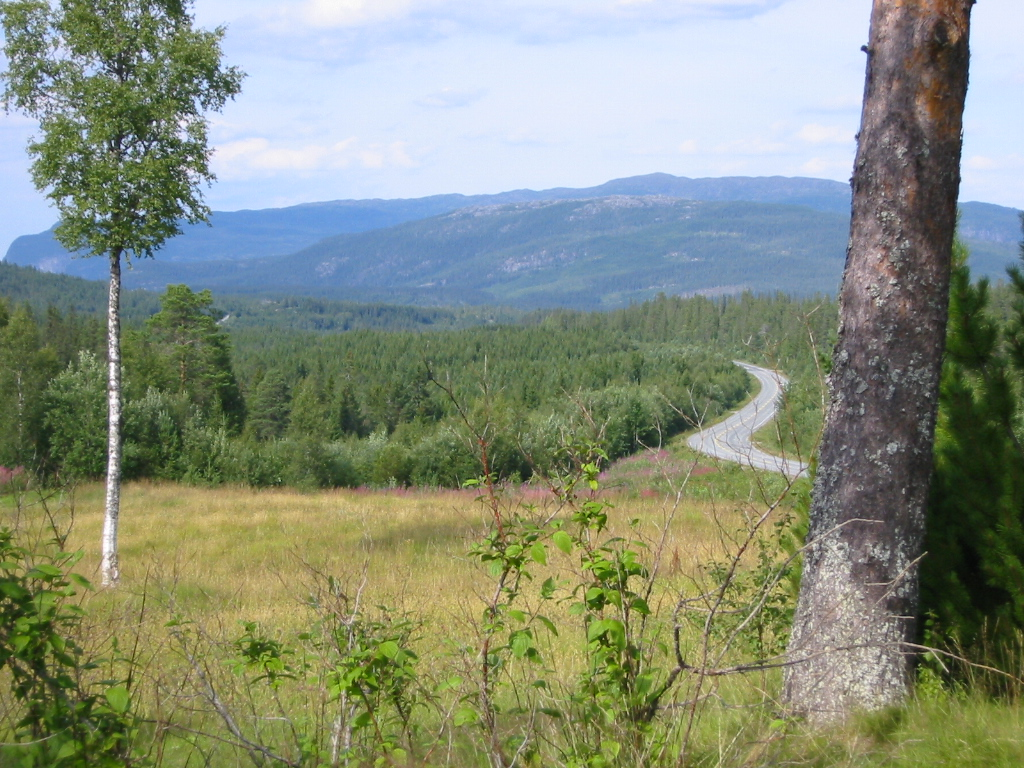

格龍（挪威語：Grong）是挪威的城鎮，由北特倫德拉格郡負責管轄，位於該國中部，距離特隆赫姆6,200公里，面積1,136平方公里，主要經濟活動有農業、林業和工業，2011年人口2,357。

## 外部連結
- Municipal fact sheet from Statistics Norway